# IT-gryning
IT-gryning, fullständig titel: IT-gryning: svensk datahistoria från 1840- till 1960-talet, ISBN 978-91-44-03501-7, av Tord Jöran Hallberg är en bok om svensk datorhistoria, utgiven 2007.